# Martha Harpf

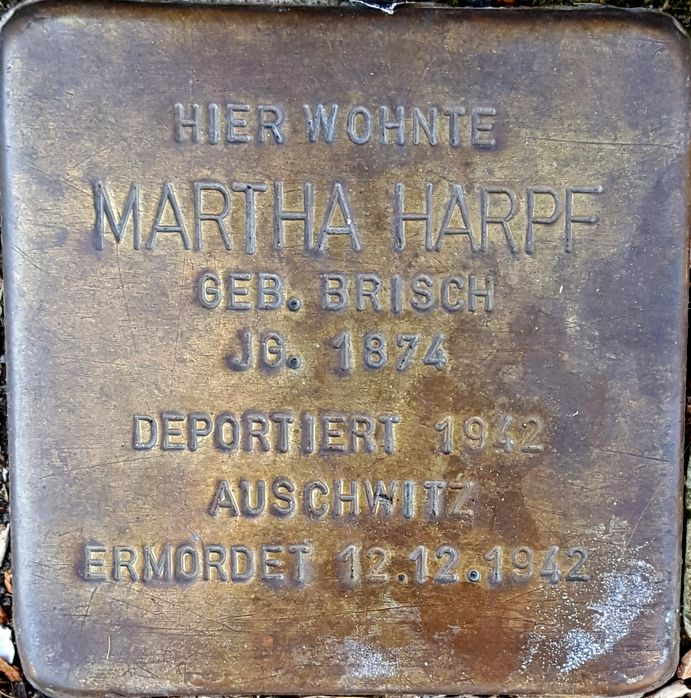
Stolperstein für Martha Harpf in Wiesbaden

Martha Harpf geborene Brisch (* 7. April 1874 in Graudenz; † 12. Dezember 1942 im KZ Auschwitz) war eine deutsche Kauffrau, Politikerin (DDP, SPD) und Opfer des Nationalsozialismus.

## Leben
Martha Brisch war die älteste Tochter eines jüdischen Religionslehrers. 1890 heiratete sie gegen den Willen der Familie mit 16 Jahren den evangelischen Musiker Hans Harpf aus Königsberg und wurde konfessionslos. In den folgenden Jahren lebte das Ehepaar in Lübeck, Mainz und Köln, wo Martha Harpf 1892 ein eigenes Geschäft zur Vermittlung von Hausangestellten gründete. 1896 zog die Familie nach Königsberg und Hans Harpf übernahm dort das väterliche Musikgeschäft. Die Firma erhielt die Electrola-Generalvertretung für Ostpreußen. Martha Harpf hatte drei Töchter.
Martha Harpf war Frauenrechtlerin und gehörte zunächst der DDP an und wechselte dann zur SPD. Nach der Novemberrevolution war sie ab 1918 Stadträtin für die DDP, später für die SPD in Königsberg. Von 1921 bis 1925 war sie für den Wahlkreis Königsberg (Königsberg-Stadt) und die SPD Mitglied im Provinziallandtag der Provinz Ostpreußen.
Nach der Machtergreifung der Nationalsozialisten geriet Martha Harpf sowohl wegen ihres politischen Engagements als auch ihrer jüdischen Herkunft wegen in den Fokus der neuen Machthaber. Das Geschäft wurde boykottiert und musste später aufgegeben werden. Die Eheleute Harpf zogen nach Wiesbaden, wo Hans Harpf 1935 starb. Im September 1942 wurde sie verhaftet und in das Polizeigefängnis in Wiesbaden verschleppt. Später wurde sie nach Auschwitz deportiert, wo sie am 12. Dezember 1942 ermordet wurde.